# 西川彦義
西川 彦義（にしかわ ひこよし、1905年5月4日 - 1979年11月5日）は、昭和時代の社会運動家。戦前は全協関西支部協議会委員長、戦後は全日本金属労働組合（全金属）書記長、日本共産党中央委員、労対部長、社会主義革新運動準備会議長などを務めた。

## 経歴
大阪生まれ。高等小学校卒業後、メリヤス工。総同盟メリヤス組合を経て、全労革命的反対派、全協で活動。1931年日本共産党に入党。1933年検挙、懲役5年。1940年党再建運動により岸本茂雄、岩本巌らとともに検挙（日本共産党再建中核指導部事件）、懲役10年。敗戦により宮城刑務所から出獄。戦後は全日本機器労働組合（全日本機器）大阪支部、全日本金属労働組合（全金属）中央グループを指導。「五〇年問題」では国際派に所属し、1950年9月1日に国際派が結成した日本共産党全国統一委員会の全国委員に選出。1951年4月国際派系の組織として津々良渉らと全国労働組合統一情報委員会（全統会議）を結成したが、同年10月コミンフォルムの国際批判を受け解消を決議。その後も西川ら関西の金属グループは主流派機関から敵視され続けたため、1954年8月大衆組織として労働者解放同盟を結成。1955年7月の六全協後、中央委員。
党章論争では構造改革派の立場をとり、1961年7月第8回党大会を前に離党した中央統制監査委員会議長・春日庄次郎に続いて、中央委員・山田六左衛門、内藤知周、亀山幸三、中央委員候補・内野壮児、原全五とともに脱党。同年10月に社会主義革新運動準備会（社革）を結成。社革では連絡協議会組織を目指す春日議長・山田副議長・原らと、前衛党結成を目指す内藤事務局長・西川・内野らが対立し、1962年に春日らが脱会し西川が議長に就任。1963年9月社会主義革新運動に改称し内藤が議長に就任。1965年10月に日本共産党（日本のこえ）が反代々木系の結集を呼びかけると、これに反対し、1966年に社革から分裂して日本勤労者解放連盟を結成した。

## 関連文献
- 春日庄次郎編『社会主義への日本の道――日本共産党綱領草案への意見書』新しい時代社、1961年
- 西川彦義遺稿集刊行会編『彦さんの本領――西川彦義の回想と遺稿』西川彦義遺稿集刊行会、1982年
- 辛基秀『アリラン峠をこえて――「在日」から国際化を問う』解放出版社、1992年